# Delbó Balázs
Delbó Balázs (Győr, 1978 március 30. – ) magyar balett-táncos, táncművész, koreográfus.

## Élete
Táncolt a Magyar Állami Operaház a budapesti Operaház balettegyüttesében, és a bécsi Staatsoper balettegyüttesében is.
„Táncos családból származom. Apám néptáncos, majd sztepptáncos volt, Édesanyám a mai napig táncpedagógus.”
Delbó Balázs „a hajdani Győri Kisfaludy Színház kitűnő táncosának Delbó Lászlónak a fia.”

## Színházi szerepei
| - Vámos–Csajkovszkih: A hattyúk tava (balett) (Fiatal Herceg) | - Keveházi–Theodorákisz: Zorba (Fiú) |

## Díjai
- 2004 EUROPAS Magyar Balettdíj